# Bernd Eckard von Bonin
Bernd Eckhard von Bonin (* 1702; † 22. März 1771 auf Kieckow) war ein preußischer Oberst und Chef des Garnisons-Regiments Nr. 9.

## Leben

### Herkunft
Seine Eltern waren Bernd Eckhard von Bonin (* 24. Mai 1654; † 1730), Erbherr von Naseband, Geller und Crangen, und dessen Ehefrau Maria Hedwig Luise, geborene von Rohwedel. Sie war eine Tochter von Hans Ernst von Rohwedel auf Kranzin und der Dorothea Marie von Schoenbeck.

### Militärlaufbahn
Bonin kam am 1. Februar 1719 als Kadett nach Berlin. Bereits am 15. Oktober 1720 wurde er in die Garde nach Potsdam versetzt. Dort wurde er am 1. November 1739 2. Leutnant der 4. Kompanie des 3. Bataillons. Am 28. Juni 1740 wurde er dann als Major in das Füsilier-Regiment Nr. 39 versetzt. Dort war er Kommandeur der 4. Kompanie. Er kämpfte dann im Ersten und Zweiten Schlesischen Krieg ohne besonders aufzufallen. Am 18. März 1745 wurde er Oberstleutnant und am 24. Mai 1747 Oberst. Im September 1752 wurde er dann als Kommandeur in das Füsilier-Regiment Nr. 45 nach Wesel. Aber am 6. März 1759 wurde er Chef des Garnisons-Regiments Nr. 9.
Nach Ende des Siebenjährigen Krieges erhielt er 1763 wegen seines Alters den gewünschten Abschied. Zu seiner Versorgung erhielt er neben einer Pension die Amtshauptmannschaft in Zehden. Er starb am 16. November 1770 auf Kiekow am Schlagfluss und wurde auf dem örtlichen Friedhof begraben.

### Besitz
Bei der Erbteilung nach dem Tod seines Vaters 1730 wurde er mit Geld abgefunden. 1768 kaufte er einen Teil des Gutes Wulfflatzke, den er an seinen Neffen Ernst Henning von Bonin (* 1744; † 1821) vererbte.